# Bahnbetriebswerk Bocholt
Das Betriebswerk Bocholt war ein Bahnbetriebswerk (Bw) in der Stadt Bocholt im Münsterland.

## Lage
Das Bahnbetriebswerk Bocholt existierte in den 1950er Jahren am Mühlenweg nahe dem Bahnhof Bocholt südöstlich der Innenstadt.
Heute befindet sich auf dem Gelände ein großer Stahlhändler bzw. ein Verwaltungsgebäude der Stadt Bocholt.

## Ehemaliger Ringlokschuppen
Der Ringlokschuppen als Hauptteil des Betriebswerkes wurde seinerzeit zur Abstellung der Dampfloks genutzt. Nördlich befand sich zudem eine kleine Tankstelle. Das gesamte Bw unterstand der Bahndirektion Essen.
Bis zum Ende der 1980er Jahre wurde der ehemalige Ringlokschuppen noch als Busunterstand genutzt, ehe er aus dem Stadtbild verschwand.